# ホール郡 (ネブラスカ州)
ホール郡（Hall County）は、アメリカ合衆国ネブラスカ州にある郡である。人口は6万2895人（2020年）。郡庁所在地はグランドアイランドである。

## 地理
アメリカ合衆国統計局によると、この郡は総面積1,430 km2 (552 mi2) である。このうち1,415 km2 (546 mi2) が陸地で15 km2 (6 mi2) が水地域である。総面積の1.06%が水地域となっている。

### 隣接する郡
- メリック郡 - (北東)
- ハミルトン郡 - (東)
- アダムズ郡 - (南)
- バッファロー郡 - (西)
- ハワード郡 - (北)

## 人口動勢
2000年国勢調査で、この郡は人口53,534人、20,356世帯、及び14,086家族が暮らしている。人口密度は38/km2 (98/mi2) である。15/km2 (40/mi2) の平均的な密度に21,574軒の住居が建っている。この郡の人種的構成は白人88.67%、アフリカン・アメリカン0.36%、先住民0.31%、アジア1.09%、太平洋諸島系0.14%、その他の人種8.19%、及び混血1.24%である。人口の14.00%がヒスパニックまたはラテン系である。
この郡内の住民は27.20%が18歳未満の未成年、18歳以上24歳以下が8.90%、25歳以上44歳以下が28.30%、45歳以上64歳以下が21.70%、及び65歳以上が14.00%にわたっている。中央値年齢は36歳である。女性100人ごとに対して男性は98.40人である。18歳以上の女性100人ごとに対して男性は96.20人である。
この郡の世帯ごとの平均的な収入は36,972米ドルであり、家族ごとの平均的な収入は43,963米ドルである。男性は29,158米ドルに対して女性は20,576米ドルの平均的な収入がある。この郡の一人当たりの収入 (per capita income) は17,386米ドルである。人口の12.00%及び家族の9.20%は貧困線以下である。全人口のうち18歳未満の15.50%及び65歳以上の8.30%は貧困線以下の生活を送っている。

## 都市及び村
- グランドアイランド（郡庁所在地）
- ウッドリバー (Wood River)
- Alda
- Cairo
- Doniphan